# Роблес, Херман
Херман Орасио Роблес Сан Агустин (исп. Germán Horacio Robles San Agustín) (20 марта 1929, Хихон, Астурия, Испания — 21 ноября 2015, Мехико, Мексика) — испанский и мексиканский актёр театра и кино, кинорежиссёр и мастер дубляжа.

## Биография
Родился 20 марта 1929 года в Хихоне в семье художника Хермана Орасио (1902-75). Дед будущего актёра Пачин де Мелас (1877-1938) был сценаристом. Из-за Гражданской войны в Испании  он вместе с родителями эмигрировал в Мексику. В мексиканском кинематографе дебютировал в 1957 году и до 2010 года снялся в 75 работах в кино и телесериалах. Актёр прославился исполнением ролей в фильмах в жанрах триллер и фильм ужасов, где тот в основном сыграл роли вампиров и оборотней, а также ряда мексиканских мелодраматических телесериалов. Из 75 фильмов и телесериалов, некоторые отличались высоким качеством актёрской игры. Кроме ролей в кино и телесериалов, актёр был также занят в театре и сыграл несколько значимых спектаклей, например Братья Карамазовы, Дама в чёрном и Дама с камелиями (вместе с Долорес дель Рио). Всего актёр снялся в 600 спектаклях в театре. В качестве режиссёра-постановщика на пару с рядом кинорежиссёров снял телесериал Марисоль. Также актёр работал в области дубляжа и озвучил роли ряда зарубежных актёров.
Благодаря участию в фильмах в жанрах триллера и фильмов ужасов, он до своей смерти получал приглашения и почести на различных фестивалях, посвященных триллерам и фильмов ужасов. Также известность актёру принёс спектакль «Дама в черном», великолепный спектакль ужасов, где он играл в течение 13 лет и который является самой важной пьесой ужасов в театральной истории Мексики. Актёра также помнят за то, что он сыграл Дона Романа, двоюродного брата Дона Рамона (которого играл Рамон Вальдес), в комедийном телесериале «Чаво с восьмого» в 1975 году, которую сыграл и написал Роберто Гомес Боланьос, заменив Вальдеса, у которого была болезнь, помешавшая ему сниматься дальше.
Актёр был награждён дважды в 2008 году. Премию Bravo актёр получил за работу в области дубляжа, а TVyNovelas актёр получил в номинации лучший выдающиеся актёр. Актёр имел двойное гражданство, а также две квартиры в Испании и Мексики и снимался между двумя странами.
Скончался 21 ноября 2015 года в Мехико от ХОБЛа.

## Личная жизнь
Херман Роблес был женат дважды.
- Первой женой актёра стала мексиканская актриса Худи Понте. В этом браке у актёра родился один ребёнок. Брак кончился разводом.
- Второй женой актёра стала мексиканская актриса Элиса Арагонес. В этом браке у актёра родилось двое детей.
  - Дети от обоих браков: Марибель, Пабло и Херман. Марибель Лопес вышла замуж за мексиканского актёра Рохелио Герру (1936-2018), в этом браке детей не было.

## Фильмография

### Телесериалы
| Год     | Название телесериала | Роль, или направление деятельности        | Награды и премии                                      |
| ------- | -------------------- | ----------------------------------------- | ----------------------------------------------------- |
| 1996    | Марисоль             | Басилио Гонсалес (+ режиссёр-постановщик) |                                                       |
| 2007-08 | Страсть              | Тимотео де Саламанка                      | премия TVyNovelas в номинации лучший выдающиеся актёр |

### Фильмы
| Год | Название фильма | Роль |
| --- | --------------- | ---- |
|     |                 |      |
|     |                 |      |